# Yrjö Sirola

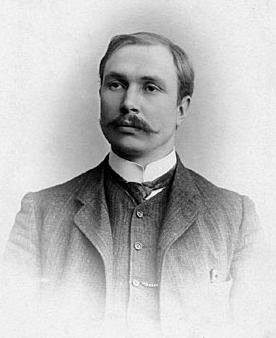
Yrjö Sirola (um 1905)

Yrjö Elias Sirola (* 27.jul. / 8. November 1876greg. im Gouvernement Abosk, Großfürstentum Finnland; † 18. März 1936 in Moskau) war ein finnischer Politiker. Er war Gründungsmitglied und erster Vorsitzender der Kommunistischen Partei Finnlands (Suomen kommunistinen puolue, SKP).

## Leben
Von 1903 bis 1918 war er Mitglied der Sozialdemokratischen Partei Finnlands (SDP). 1905 bis 1906 war Sirola dort Generalsekretär und 1917 Abgeordneter im finnischen Reichstag. 1918 gründete er die Kommunistische Partei Finnlands mit. Seit 1920 war er Mitglied im Exekutivkomitee der Kommunistischen Internationale (EKKI). 1922 hielt sich Sirola in Deutschland auf und war von 1922 bis 1927 Prorektor der Leningrader Filiale der Kommunistischen Universität der nationalen Minderheiten des Westens. 1928 bis 1935 war er Mitglied der Internationalen Kontroll-Kommission (IKK) der Komintern. So wirkte er von 1929 bis 1930 als Volkskommissar für Volksbildung in der Karelischen Autonomen Sozialistischen Sowjetrepublik. 1930 wurde Sirola zum Leiter des finnischen Sektors der Internationalen Lenin-Schule in Moskau ernannt.
Er starb 1936 in Moskau an einem Schlaganfall.

## Ehrungen
Die SKP-Parteischule, das Sirola-Institut, wurde nach ihrem ersten Parteivorsitzenden benannt.